# Ignacy Szymański
Ignatius Constantine Romuald Szymanski Vandernoot (8 de febrero de 1813–14 de agosto de 1874), apodado Coronel Ski o Old Ski, fue un héroe de guerra polaco y un soldado estadounidense. Sirvió en el Ejército de los Estados Confederados durante la Guerra Civil Americana. Hijo de Simon Szymanski y Francisca Vandernoot

## Primeros años
Ignatius Constantine Romuald, nació el 8 de febrero de 1813, hijo de Simón Szymanski y Francisca Vandernoot , mayor de 8 hermanos, fue bautizado el 2 de julio de 1819, padrinos el Conde Michael Tarnowski y la Condesa Rosalía de Gackar.

## Servicio militar
Según el relato de Szymanski quien afirmaba que su familia tenía una larga tradición en la lucha independentista. Fue un oficial profesional Ułanów , y luchó en la Insurrección de Noviembre bajo las órdenes del Príncipe-Coronel Adam Woronieckiego. 
Después de la insurrección tuvo que emigrar y a través de Francia e Inglaterra llegó alrededor de 1835 a New Orleans, teniendo veintitantos años. Según el Diccionario Biográfico de Louisiana, señala que primero emigró a Boston, Massachusen, Estados Unidos en 1833, y hace referencia a que contribuyó con el alemán Harro Harring, para la publicación de su libro “Polonia bajo el dominio de Rusia”, en 1834, y fue hasta 1835, que emigró definitivamente a Nueva Orleans, Louisiana.

## Guerra Civil
Cuando comenzó la Guerra Civil, Szymański fue reclutado como coronel para el Regimiento de Chalmette, formado principalmente por inmigrantes escandinavos de la Milicia Estatal de Louisiana. Más tarde, se desempeñó como agente para el intercambio de prisioneros en el Departamento de Trans-Mississippi. Después de la guerra regresó a su plantación, Summer Hill Farm, y su campo de algodón y caña de azúcar llamado Sebastopol.

## Familia
Se casó con Charlotte Hortense Lacoste el 13 de abril de 1950, con la que no tuvo hijos.
Junto con Eliza Romain su Plaçage, tuvo 5 hijos:
- Una niña nacida muerta (1844)
- Jean Guillaume (1846), se casó con Carmen Castello, (prima de Carmen Romero Rubio y Castello, esposa del presidente de México Porfirio Díaz), tuvieron 8 hijos. 
  - Ignacio Francisco(1877), casado tuvo 7 hijos.
  - Juan Melquiades(1878) casado tuvo 7 hijos.
  - Eliza (1880) fue una de las gemelas, murió poco después de su nacimiento
  - Eva(1880) fue una de las gemelas, murió poco después de su nacimiento
  - Julio Fructuoso (1882) casado tuvo 10 hijos.
    - Mons. Arturo Antonio Szymanski Ramírez, Arzobispo de San Luis Potosí, Obispo de Tampico.(descendiente destacado)

  - Matilde Eva Juana(1884), muere a los dos meses de edad.
  - José Amado (1887) murió ahogado a los 19 años de edad.
  - José Ramón Blas (1890) casado, tuvo 9 hijos.
- Constance Françoise (1847) fue conocida como la Sra. Cavelier por su matrimonio con el Francés Sr. Jules Bernard Cavelier.
  - Albert Ignace (1870)
  - Octavio Paul (1872)
  - Olympe Anastasie (1875)
  - Carmelite Rosa (1877)
  - Wilfred Jean (1879)
  - Joseph Walter(1884)
- Ignace François (1850) murió a los 16 meses de edad
- Aristides (1853), se casó con Octaviana García Lavigne, con descendencia.

## Muerte
El 14 de agosto, muere en New Orleans, a la edad de 61 años, el Coronel Ignatius S. Szymanski, siendo velado en la Arquidiócesis de New Orleans, y enterrado el sábado 15 de agosto de 1874 en el Cementerio de St. Louis No. 2.